# Sebastian Rödl
Sebastian Rödl (* 1967 in Mainz) ist ein deutscher Philosoph und Hochschullehrer.

## Leben
Sebastian Rödl studierte Philosophie, Musikwissenschaft, Germanistik und Geschichte in Berlin und Frankfurt am Main. Von 2005 bis 2012 war er Professor für Philosophie an der Universität Basel. Seit 2012 ist er Professor für Praktische Philosophie an der Universität Leipzig.

## Forschung und Lehre
Rödl befasst sich mit der Natur des menschlichen Denkens und Handelns; insbesondere mit der Philosophie des Geistes und der Sprache, sowie Erkenntnistheorie, Moralphilosophie und Handlungstheorie.

## Veröffentlichungen (Auswahl)
- Selbstbewußtsein. Suhrkamp Verlag 2011, ISBN 978-3518295922.
- Kategorien des Zeitlichen. Eine Untersuchung der Formen des endlichen Verstandes. Suhrkamp Verlag, Frankfurt am Main 2005, ISBN 978-3518293485.
- Selbstbezug und Normativität. Schöningh, Paderborn 1998, ISBN 978-3897850453.
- Law as the Reality of the Free Will, in A. Speer et al. (Hrsg.), The New Desire for Metaphysics, Berlin: De Gruyter 2015.
- The Single Act of Combining, in Philosophy and Phenomenological Research, 87/1, 2013.
- Two Forms of Practical Knowledge and Their Unity, in Ford/Hornsby/Stoutland (Hrsg.), Essays on Anscombe’s Intention, Harvard University Press 2011.
- The Form of the Will, in Sergio Tenenbaum (Hrsg.), Desire, Good, and Practical Reason: Classical and Contemporary Perspectives, OUP 2010.
- The Self-Conscious Power of Sensory Knowledge, in Grazer Philosophische Studien 81, 2010.
- Self-Consciousness and Objectivity: An Introduction to Absolute Idealism. Harvard University Press 2018. ISBN 978-0674976511.